# Jack Warner (homme politique)
Ne doit pas être confondu avec Jack Warner, producteur de cinéma canadien.
Jack Warner, né Austin Warner le 26 janvier 1943 à Rio Claro (Trinité-et-Tobago), est un homme politique, homme d'affaires et administrateur sportif trinidadien. Il est vice-président de la Fédération internationale de football association (FIFA) et président de la CONCACAF jusqu'à sa suspension et sa démission en 2011. Il est également l'ancien ministre de la Sécurité nationale de Trinité-et-Tobago et a été membre élu du parlement du pays de 2007 à 2015.
Jack Warner est impliqué dans de nombreux scandales de corruption et a été banni à vie des activités liées au football par la commission d'éthique de la FIFA en 2015. Il est accusé par les États-Unis de « fraude, racket et blanchiment d'argent », aux côtés de plusieurs autres responsables de l'organisation qui ont été arrêtés à Zurich avant le congrès de la FIFA de 2015. Il fait actuellement l'objet d'une demande d'extradition vers les États-Unis pour faire face à des accusations de corruption.

## Biographie
Diplômé de l'université des Indes occidentales (UWI) à Saint Augustine, il enseigne au North Eastern College à partir de 1971. Il est maître de conférences en histoire à l'école Polytechnique de Trinité-et-Tobago de 1972 à 1993.

### Football
Impliqué dans le milieu du football de son pays dès les années 1960, il devient secrétaire de la Fédération de Trinité-et-Tobago de football (FFTT) en 1973. En 1990, il devient président de l'Union caribéenne de football. Il démissionne alors de son poste à la FFTT, mais obtient un poste de conseiller spécial.
En 1983, il devient vice-président de la CONCACAF et membre du comité exécutif de la FIFA. En 1990, il est élu président de la CONCACAF à la place de Joaquín Soria Terrazas. En 1997, il devient vice-président de la FIFA.
En 1996, il fonde le Joe Public Football Club.

### Allégations de corruption
En 2011, il démissionne de ses postes de président de la CONCACAF et de vice-président de la FIFA en raison des allégations de corruption à son encontre,.
Le 27 mai 2015, il est arrêté à Zurich par la police suisse avec huit autres membres du comité exécutif de la FIFA à la demande des États-Unis. Accusé de fraude, de racket et de blanchiment d'argent, il devrait être extradé aux États-Unis. On lui reproche notamment d'avoir touché des pots-de-vin lors de l'attribution de la coupe du monde de 1998. Il est placé en garde à vue durant 24 heures après s'être présenté volontairement le 28 devant les services antifraude de la police locale. Il est libéré après le versement d'une caution d'environ 400 000 dollars.
Le 29 septembre 2015, le comité d’éthique de la FIFA bannit Jack Warner à vie de toute activité liée au football à la suite de ces allégations de corruption.

### Politique
Chef du Congrès national uni (UNC) en 2007, il conduit ce parti lors des élections de la même année et est élu député. En 2010, l'UNC s'allie à d'autres partis et cette coalition remporte les élections. Warner est nommé ministre du Travail et des Transports dans le gouvernement de Kamla Persad-Bissessar. 
En avril 2013, il démissionne du gouvernement, de son poste de président de l'UNC et de son siège de député. Il fonde un nouveau parti, le Parti libéral indépendant, et est réélu.